# 拉夫德里姆·穆哈切里
拉夫德里姆·穆哈切里，科索沃阿尔巴尼亚族，又名阿布·阿卜杜拉·科索瓦，为伊斯兰国招募前往伊拉克及叙利亚作战的阿尔巴尼亚族圣战者，并是其领导人之一。在离开北约驻科索沃维和部队后，其于2012年年末因认同伊斯兰国的意识形态而前往叙利亚，并数次出现于伊斯兰国的宣传视频中。在视频中，其呼吁阿尔巴尼亚人加入圣战。其还上传了关于斩首及用火箭弹处决俘虏的两个视频。2014年10月24日，美国国务院宣布其为恐怖分子。
2017年6月8日，在没有更多证据支持的情况下，其家人及科索沃警察宣布其死亡。其很有可能死于美军空袭。